# كوكران
كوكران قرية في ناحية قرى مركز القصير التابعة لمنطقة القصير في محافظة حمص في سورية. تقع غرب بحيرة قطينة.